# Śmitława
Śmitława (Cometes L.) – rodzaj roślin jednorocznych z rodziny goździkowatych (Caryophyllaceae). Obejmuje dwa gatunki występujące na pustyniach w Afryce północno-wschodniej i Azji południowo-zachodniej (po zachodni Pakistan).

## Morfologia

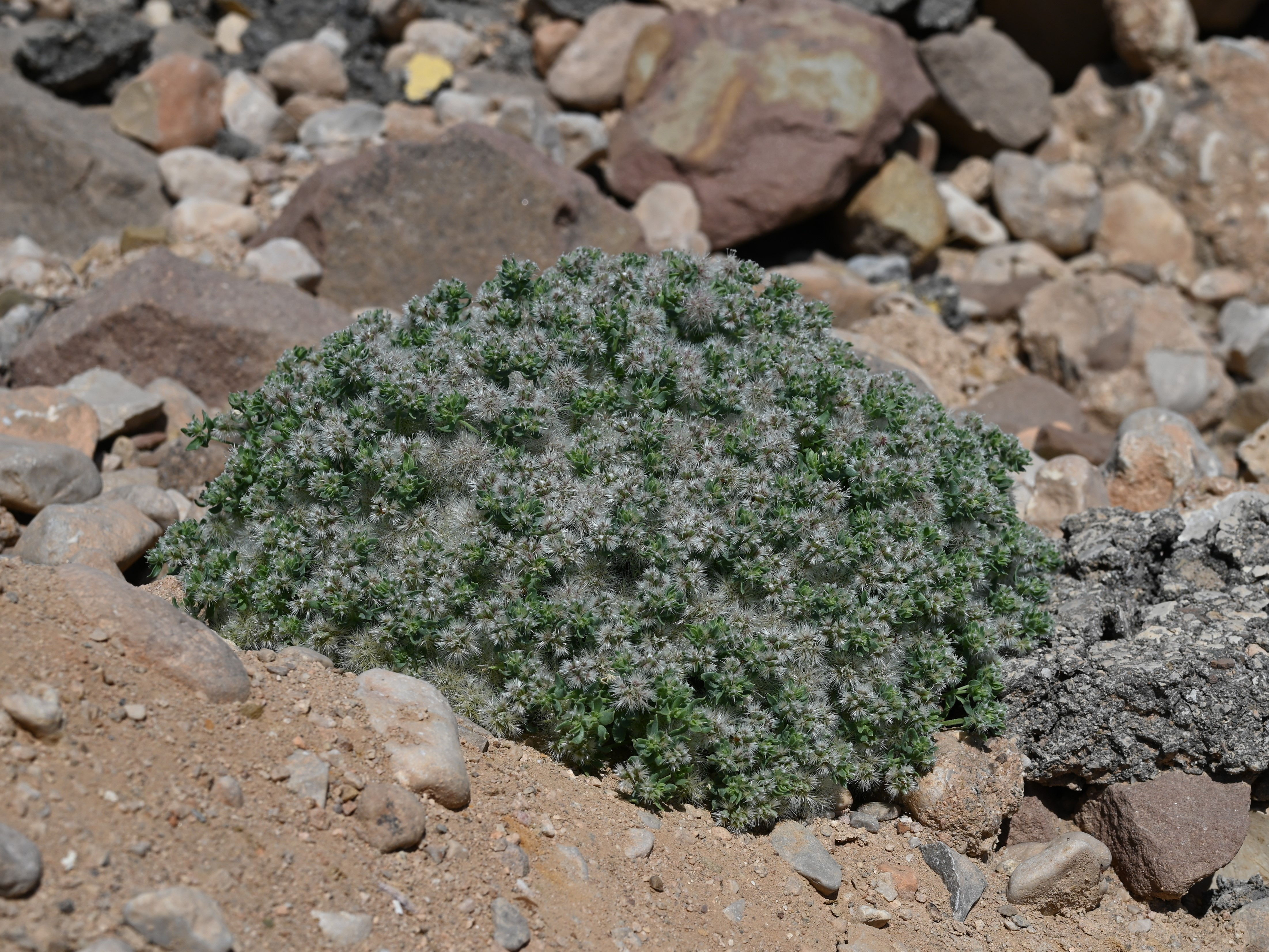
Cometes abyssinica

PokrójNiewielkie rośliny zielne o pędach wzniesionych, dychotomicznie rozgałęzionych.
LiścieNaprzeciwległe, siedzące lub krótkoogonkowe, z drobnymi przylistkami.
KwiatySkupione po 3 w wierzchotkach, z których centralny jest płodny, a brzeżne sterylne. Przysadki są skórzaste i powiększają się podczas owocowania. Trwałych działek jest 5, wzniesionych, równowąsko-podłużnych, na brzegu błoniastych. Płatków korony jest także 5, są białe i błoniaste, krótsze od działek. Pręcików jest 5. Owocolistki trzy, tworzą jednokomorową zalążnię z pojedynczym zalążkiem. Szyjka słupka nitkowata, wygięta i rozdzielona na końcu na trzy znamiona.
OwoceJednonasienna niełupka okryta trwałymi działkami.

## Systematyka
Pozycja według APweb (aktualizowany system APG IV z 2016)
Rodzaj z rodziny goździkowatych (Caryophyllaceae), rzędu goździkowców (Caryophyllales) w obrębie dwuliściennych właściwych. W rodzinie goździkowatych klasyfikowany do podrodziny Paronychioideae  plemienia Paronychieae.
Wykaz gatunków
- Cometes abyssinica R.Br. ex Wall.
- Cometes surattensis Burm.f.